# Don Lever
Donald Richard "Don" Lever, född 14 november 1952, är en kanadensisk före detta professionell ishockeyforward som tillbringade 15 säsonger i den nordamerikanska ishockeyligan National Hockey League (NHL), där han spelade för Vancouver Canucks, Atlanta Flames, Calgary Flames, Colorado Rockies, New Jersey Devils och Buffalo Sabres. Han producerade 680 poäng (313 mål och 367 assists) samt drog på sig 593 utvisningsminuter på 1 020 grundspelsmatcher.
Lever spelade också för Rochester Americans i American Hockey League (AHL) och Niagara Falls Flyers i OHA-Jr.
Han draftades av Vancouver Canucks i första rundan i 1972 års NHL-draft som tredje spelare totalt.
Efter spelarkarriären har Lever fortsatt arbeta inom professionell ishockey och arbetat som assisterande tränare för Buffalo Sabres, St. Louis Blues och Montreal Canadiens i NHL. Han har även varit tränare för Rochester Americans, Hamilton Bulldogs och Chicago Wolves i AHL. Sedan 2011 är han talangscout för Chicago Blackhawks i NHL.
Han är svåger till Rick Ley.

## Statistik
| 1969–1970      | Niagara Falls Flyers | OHA-Jr.        | 2    | 0   | 1   | 1   | 4   | —  | — | —  | —  | —  |
| 1970–1971      | Niagara Falls Flyers | OHA-Jr.        | 59   | 35  | 36  | 71  | 112 | —  | — | —  | —  | —  |
| 1971–1972      | Niagara Falls Flyers | OHA-Jr.        | 63   | 61  | 65  | 126 | 69  | 6  | 3 | 1  | 4  | 45 |
| 1972–1973      | Vancouver Canucks    | NHL            | 78   | 12  | 26  | 38  | 49  | —  | — | —  | —  | —  |
| 1973–1974      | Vancouver Canucks    | NHL            | 78   | 23  | 25  | 48  | 28  | —  | — | —  | —  | —  |
| 1974–1975      | Vancouver Canucks    | NHL            | 80   | 38  | 30  | 68  | 49  | 5  | 0 | 1  | 1  | 4  |
| 1975–1976      | Vancouver Canucks    | NHL            | 80   | 25  | 40  | 65  | 93  | 2  | 0 | 0  | 0  | 0  |
| 1976–1977      | Vancouver Canucks    | NHL            | 80   | 27  | 30  | 57  | 28  | —  | — | —  | —  | —  |
| 1977–1978      | Vancouver Canucks    | NHL            | 75   | 17  | 32  | 49  | 58  | —  | — | —  | —  | —  |
| 1978–1979      | Vancouver Canucks    | NHL            | 71   | 23  | 21  | 44  | 17  | 3  | 2 | 1  | 3  | 2  |
| 1979–1980      | Vancouver Canucks    | NHL            | 51   | 21  | 17  | 38  | 32  | —  | — | —  | —  | —  |
|                | Atlanta Flames       | NHL            | 28   | 14  | 16  | 30  | 4   | 4  | 1 | 1  | 2  | 0  |
| 1980–1981      | Calgary Flames       | NHL            | 62   | 26  | 31  | 57  | 56  | 16 | 4 | 7  | 11 | 20 |
| 1981–1982      | Calgary Flames       | NHL            | 23   | 8   | 11  | 19  | 6   | —  | — | —  | —  | —  |
|                | Colorado Rockies     | NHL            | 59   | 22  | 28  | 50  | 20  | —  | — | —  | —  | —  |
| 1982–1983      | New Jersey Devils    | NHL            | 79   | 23  | 30  | 53  | 68  | —  | — | —  | —  | —  |
| 1983–1984      | New Jersey Devils    | NHL            | 70   | 14  | 19  | 33  | 44  | —  | — | —  | —  | —  |
| 1984–1985      | New Jersey Devils    | NHL            | 67   | 10  | 8   | 18  | 31  | —  | — | —  | —  | —  |
| 1985–1986      | Buffalo Sabres       | NHL            | 29   | 7   | 1   | 8   | 6   | —  | — | —  | —  | —  |
|                | Rochester Americans  | AHL            | 29   | 6   | 11  | 17  | 16  | —  | — | —  | —  | —  |
| 1986–1987      | Buffalo Sabres       | NHL            | 10   | 3   | 2   | 5   | 4   | —  | — | —  | —  | —  |
|                | Rochester Americans  | AHL            | 57   | 29  | 25  | 54  | 69  | 18 | 4 | 3  | 7  | 14 |
| NHL totalt     | NHL totalt           | NHL totalt     | 1020 | 313 | 367 | 680 | 593 | 30 | 7 | 10 | 17 | 26 |
| AHL totalt     | AHL totalt           | AHL totalt     | 86   | 35  | 36  | 71  | 85  | 18 | 4 | 3  | 7  | 14 |
| OHA-Jr. totalt | OHA-Jr. totalt       | OHA-Jr. totalt | 124  | 96  | 102 | 198 | 185 | 6  | 3 | 1  | 4  | 45 |

### Internationellt
| Källa:        | Källa:        | Källa:        |         | Utv = Utvisningsminuter | Utv = Utvisningsminuter | Utv = Utvisningsminuter | Utv = Utvisningsminuter | Utv = Utvisningsminuter |
| År            | Lag           | Mästerskap    | Matcher | Mål                     | Assists                 | Poäng                   | Utv                     |                         |
| ------------- | ------------- | ------------- | ------- | ----------------------- | ----------------------- | ----------------------- | ----------------------- | ----------------------- |
| 1975          | Kanada        | VM            | 10      | 4                       | 3                       | 7                       | 4                       |                         |
| Senior totalt | Senior totalt | Senior totalt | 10      | 4                       | 3                       | 7                       | 4                       |                         |